# Dave Duncan
David Duncan (ur. 30 czerwca 1933 w Newport-on-Tay w Szkocji, zm. 29 października 2018) – kanadyjski pisarz fantasy.
W 1955 wyjechał do Kanady, pracował przez 30 lat w przemyśle naftowym. Zawodowo pisaniem zajął się w wieku 53 lat, kiedy sprzedał swoją pierwszą powieść A Red Rose City. Mieszkał w Calgary, w prowincji Alberta.

## Książki

### Siódmy miecz
- Niechętny szermierz (The Reluctant Swordsman, 1988)
- Dar mądrości (The Coming of Wisdom, 1988)
- Przeznaczenie miecza (The Destiny of the Sword, 1988)
- The Death of Nnanji, 2012

### Człowiek ze słowem
- Zaklęta wnęka (Magic Casement, 1990)
- Kraje baśni zatracone (Faery Lands Forlorn, 1991)
- Groźne wiry morza (Perilous Seas, 1991)
- Król i prostak (Emperor and Clown, 1992)

### A Handful Of Men
- The Cutting Edge (1992)
- Upland Outlaws (1993)
- The Stricken Field (1993)
- The Living God (1994)

### The Omar Books
- The Reaver Road (1992)
- The Hunters’ Haunt (1995)

### The Great Game
- Past Imperative (1995)
- Present Tense (1996)
- Future Indefinite (1997)

### The Years of Longdirk
(opublikowane pod pseudonimem Ken Hood)
- Demon Sword (1995)
- Demon Rider (1997)
- Demon Knight (1998)

### Królewscy fechmistrze
- Pozłacany łańcuch (The Gilded Chain, 1998)
- Władca ognistych krain (Lord of the Fire Lands, 1999)
- Niebo mieczy (Sky of Swords, 2000)

### The King’s Daggers
- Sir Stalwart (1999)
- The Crooked House (2000)
- Silvercloak (2001)

### Chronicles of the King’s Blades
- Paragon Lost (2002)
- Impossible Odds (2003)
- Jaguar Knights (2004)

### The Dodec Books
- Children of Chaos (2006)
- Mother of Lies (2007)

### Inne powieści
- A Red Rose City (1987)
- Shadow (1987)
- West of January (1989)
- Strings (1990)
- Hero! (1991)
- The Cursed (1995)
- Daughter of Troy (1998)